# بيهالا فيتالا
بيهالا فيتالا (بالفنلندية: Pihla Viitala)‏ هي مغنية وفنانة مكياج ومخرجة وممثلة فنلندية، ولدت في 30 سبتمبر 1982 بهلسنكي في فنلندا.

## أعمال

### أفلام
- (2013) صائدي الساحرة[4]

## وصلات خارجية
- بيهالا فيتالا على موقع IMDb (الإنجليزية)
- بيهالا فيتالا على موقع ألو سيني (الفرنسية)
- بيهالا فيتالا على موقع أول موفي (الإنجليزية)
- بيهالا فيتالا على موقع قاعدة بيانات الأفلام السويدية (السويدية)
- بيهالا فيتالا على موقع قاعدة بيانات الفيلم (الإنجليزية)
- بيهالا فيتالا على موقع كينوبويسك (الروسية)